# Webull
Webull Corporation — це холдингова компанія, зареєстрована на Кайманових островах зі штаб-квартирою в Нью-Йорку. Його дочірні компанії керують електронною торговою платформою, доступною через мобільний додаток і настільний комп’ютер, пропонуючи безкомісійну та недорогу торгівлю акціями, біржовими фондами та криптовалютами. Її американська дочірня компанія Webull Financial LLC є брокером безпеки, зареєстрованим в U.S. Комісія з цінних паперів і бірж і член FINRA і SIPC, пропонуючи торгові послуги клієнтам у США. Вона також має ліцензовані дочірні компанії, які пропонують торгові послуги в Гонконзі та Сінгапурі.
Webull належить Fumi Technology, китайська холдингова компанія, яка отримала підтримку від Xiaomi, Shunwei Capital та інших приватних інвесторів у Китаї.

## Історія
24 травня 2017 року Webull Financial LLC було засновано в штаті Делавер. Ван Аньцюань, колишній співробітник Alibaba Group. Через рік, у травні 2018 року, компанія випустила свій мобільний додаток для iOS і Android. У травні 2020 року компанія отримала дозвіл SEC на запуск robo-advisor на своїй платформі.
До серпня 2020 року на платформі було понад 11 мільйонів зареєстрованих користувачів, а в жовтні 2020 року — 750 000 щоденних активних користувачів.
У листопаді 2020 року Webull почав підтримувати транзакції криптовалют.
28 січня 2021 року Webull призупинив замовлення на купівлю акцій, які постраждали від GameStop short squeeze, але змінив курс і дозволив замовлення на покупку, починаючи з 14:35 того дня. Того дня Webull зареєстрував найвищу кількість активних щоденних користувачів у 952 000. Того тижня приблизно 1,2 мільйона людей завантажили мобільний додаток Webull.
У червні 2021 року Webull розпочав переговори про первинне публічне розміщення акцій для залучення до 400 мільйонів доларів США.
У вересні 2021 року Бруклін Нетс і Нью-Йорк Ліберті уклали міжнародну багаторічну угоду з Webull, і компанія стала офіційним партнером Нетс із нашивок на майку. Умови угоди щодо нашивки на майку не було оголошено, але люди, знайомі з угодою, повідомили CNBC, що це багаторічна угода, згідно з якою Нетс платять приблизно 30 мільйонів доларів на рік.